# Albertus Bryne
Albertus Bryne, né vers 1621 et mort le 2 décembre 1668, est un compositeur et organiste anglais.

## Biographie
Son professeur était John Tomkins, organiste de la cathédrale St Paul de Londres, un rôle dans lequel il a succédé à son professeur en 1638. Il a été démis de ses fonctions par les puritains et a enseigné le clavecin. Il est retourné à cathédrale St Paul à la restauration, mais il n'a pas obtenu d'être nommé organiste de la Chapelle royale de Whitehall. Il a pris un poste à l'abbaye de Westminster après le Grand incendie de Londres, et fut remplacé par John Blow à sa mort en 1668. Selon Anthony Wood, il a été enterré dans les cloîtres de l'abbaye de Westminster, mais sa tombe n'a pas été trouvée.
Il a été respecté dans son temps comme « ce célèbre organiste aux doigts de velours » (J. Batchiler, The Virgin’s Pattern, 1661) et « un excellent musicien » (Wood). Il était l'un des meilleurs anglais compositeurs pour clavecin de l'époque et a exercé une influence significative sur les compositeurs ultérieurs. Ses suites sont parmi les premiers exemples anglais survivants en quatre mouvements.